# Giancarlo Planta
Giancarlo Planta (* 1953 in Cagliari) ist ein italienischer Filmregisseur.

## Leben
Planta war zuvörderst Kritiker und Organisator von Werkschauen und Ausstellungen, bevor er sich in den 1980er Jahren bei der RAI als Regisseur von journalistischen Formaten betätigte (sein Tolti dalla strada erhielt 1990 den „Premio La Navicella“). Sein Spielfilmdebüt stellte C’è posto per tutti dar, in dem er die Geschichte neapolitanischer Arbeitsloser erzählte, die paradoxerweise nur am 1. Mai anlässlich der Feierlichkeiten Beschäftigung finden. Ebenfalls eine Sozialkomödie war der folgende Italia Village, gefolgt vom 1998 entstandenen Onorevoli detenuti, die Geschichte eines im Gefängnis sitzenden Ex-Politikers. Erst 2010 war Angelus Hiroshimae in wenigen Kinos zu erleben, der 2007/2008 in L’Aquila gedreht worden war.

## Filmografie (Auswahl)
- 1990: C’è posto per tutti
- 1994: Italia Village
- 1998: Onorevoli deputati
- 2010: Angelus Hiroshimae